# Osama bin Laden
Osama bin Laden (Arabisch: أسامة بن لادن; voluit: Sjeik Osama bin Muhammad bin Awad bin Laden) (Riyad, 10 maart 1957 – Abbottabad, 2 mei 2011) was een Saoedi-Arabische terrorist. Bin Laden wordt door de regering van de Verenigde Staten verantwoordelijk gehouden voor de aanslagen op 11 september 2001 op verschillende doelen in de Verenigde Staten.
Bin Laden was de oprichter van de islamistische terreurorganisatie Al Qaida. Hij bekritiseerde zijn vaderland wegens veiligheidssamenwerking met de Verenigde Staten van Amerika en werd in Saoedi-Arabië gezocht vanwege betrokkenheid bij internationale terreurdaden en het organiseren van terrorisme in en tegen Saoedi-Arabië.
Nadat jarenlang tevergeefs naar Bin Laden was gezocht, werd hij op 2 mei 2011 in de Pakistaanse stad Abbottabad door Amerikaanse elitetroepen gedood. Hij verbleef daar in een zwaarbeveiligd huis dat geen telefoon- of internetverbindingen had.

## Levensloop

### Jeugd (1957-1979)
Osama was het 17e van de 54 kinderen die Mohammed bin Laden (1908-1967) bij tien echtgenotes verwekte. Zijn moeder was de Syrische Hamida al-Attas (destijds Alia Ghanem geheten) (geb. 1943), de laatste echtgenote van zijn vader. Zijn ouders scheidden echter kort na zijn geboorte in 1957.
Mohammed bin Laden was een steenrijke zakenman die zijn fortuin verdiende in de bouw, onder meer bij de renovatie van moskeeën. Enkele van zijn projecten waren de renovatie van de Ka'aba in Mekka en de Al-Aqsamoskee in Jeruzalem. Mede dankzij relaties met het Saoedische koningshuis breidde hij zijn handelscontacten uit, onder andere in de Verenigde Staten. Na de dood van Mohammed bin Laden werden de handelsbetrekkingen van de familie voortgezet door Salem bin Laden, een van de vele (half)broers van Osama. Het familiekapitaal wordt geschat op 16 miljard dollar.
Nadat zijn vader in 1967 bij een vliegtuigongeluk om het leven kwam, erfde Osama een deel van diens fortuin, waarschijnlijk een bedrag van tussen de 25 en 30 miljoen dollar. Met dit vermogen legde hij rond 1990 de basis voor Al Qaida.
Bin Laden werd opgevoed als vroom wahabist. Van 1968 tot 1976 bezocht hij de elitaire Al-Thagermodelschool. Daarna studeerde hij economie en bedrijfskunde aan de Koning Abdulaziz-universiteit. Zijn belangrijkste interesses waren de bestudering van de Koran en de uitvoering van liefdadigheidswerk. Verder schreef hij gedichten en hield van lezen. Zijn favoriete werken waren die van veldmaarschalk Bernard Montgomery en de Fransman Charles de Gaulle. Bronnen verschillen van elkaar of Bin Laden een diploma heeft behaald aan de universiteit.

### Afghanistan (1979-1990)
Nadat hij de universiteit had verlaten vertrok Bin Laden in 1979 naar Pakistan, waar hij zich bij Abdullah Yusuf Azzam voegde. Hij gebruikte zijn geld om de moedjahedien in Afghanistan te ondersteunen in hun strijd tegen de Sovjet-Unie. Van 1979 tot 1989 gaven de Verenigde Staten ook militaire steun en geld via de Directorate for Inter-Services Intelligence (ISI), de inlichtingendienst van Pakistan. Bin Laden had destijds ontmoetingen en een goede relatie met Hamid Gul, het hoofd van de ISI.
Bin Laden en Azzam richtten in 1984 Maktab al-Khidamat op. Deze groep wierf strijders uit de gehele Arabische wereld en vloog deze in naar Pakistan. Bin Laden richtte kampen op rond Khyber-Pakhtunkhwa, waar de moedjahidin werden getraind om mee te vechten tegen de Sovjet-Unie. In deze tijd verwierf hij zijn heldenstatus onder veel moslims. Het opschorten van steun door de CIA/ISI tegen het eind van de oorlog kostte aan de kant van de moedjahedien veel levens. Dit gegeven werd door Bin Laden als verraad gezien.
Het netwerk Al Qaida ontstond in 1988, toen Bin Laden zich afsplitste van Maktab al-Khidamat. De organisatie stelde zich tot doel een pan-islamitisch kalifaat te stichten door in haar ogen niet-islamitische regimes omver te werpen. Een belangrijke reden voor de afsplitsing was dat Azzam er op stond dat de Arabische strijders in een gezamenlijke eenheid met de Afghanen zouden meevechten. De Sovjets trokken zich in februari 1989 terug uit Afghanistan. Osama bin Laden keerde een jaar later terug naar Saoedi-Arabië waar hij als een held van de jihad werd ontvangen.

### Saoedi-Arabië (1990-1992)
De Iraakse invasie van Koeweit door Saddam Hoessein in augustus 1990 vormde een bedreiging voor Saoedi-Arabië. Er bestond een kans dat Hoessein het land zou binnenvallen. Bin Laden had een ontmoeting met de Saoedische koning Fahd bin Abdoel, vertelde hem niet te vertrouwen op de steun van de Verenigde Staten en bood de hulp van zijn Arabische legioen aan. De Saoedische monarchie nodigde toch Amerikaanse troepen uit op haar grondgebied, een actie die Bin Laden sterk veroordeelde. Intussen pakte de Amerikaanse overheid in 1990 in New Jersey een lid van Al Qaida op die een plan voorbereidde op aanslagen op New Yorkse wolkenkrabbers. Dit waren de eerste bewijzen van acties van Al Qaida in het Westen.

### Soedan (1992-1996)
Nadat hij doorging met het publiekelijk bekritiseren van de regering, werd Bin Laden door de Saoedische regering in Djedda onder huisarrest geplaatst. In 1992 sloeg hij op de vlucht naar Soedan, waar op dat moment het conservatief-islamistische regime van Omar al-Bashir aan de macht was. In 1994 ontnam Fahd bin Abdoel hem zijn Saoedische nationaliteit. Bin Ladens familie werd overgehaald om zijn jaarlijkse toelage van 7 miljoen dollar stop te zetten. In Khartoem vestigde hij zijn nieuwe hoofdkwartier. Hij had een buitenverblijf in Soba aan de Blauwe Nijl. In deze tijd investeerde Bin Laden veel geld in de landbouw en in de verbetering van de infrastructuur. Veel van de mensen die voor hem werkten hadden zij aan zij met hem gevochten in de oorlog in Afghanistan.
Leden van de Egyptische Islamitische Jihad maakten de kern uit van Al Qaida. In 1995 pleegde deze groep een mislukte aanslag op de Egyptische president Hosni Moebarak. Naar aanleiding daarvan werd de Islamitische Jihad uit Soedan verbannen.

### Afghanistan (1996-2001)
De Verenigde Staten, Egypte en Saoedi-Arabië zetten steeds meer druk op Soedan om Bin Laden uit te zetten. In mei 1996 keerde hij terug naar Jalalabad in Afghanistan. Met hem gingen 300 Arabische strijders mee. Bin Laden verklaarde in augustus 1996 de oorlog aan de Verenigde Staten, mede vanwege de doorgaande aanwezigheid van Amerikaanse troepen in zijn geboorteland. In Afghanistan haalde hij geld op van donoren uit de tijd dat hij tegen de Sovjets vocht. Ook de Pakistaanse veiligheidsdienst ondersteunde hem. Met dit geld richtte Bin Laden kampen op om strijders op te leiden. Verder nam Al Qaida de Afghaanse luchtvaartmaatschappij Ariana Afghan Airlines over waarmee strijders, wapens, geld en opium werden vervoerd.
In de jaren negentig ondersteunde Al Qaida jihadisten in Algerije, Egypte en Afghanistan. Bin Laden financierde de aanslagen in Luxor in november 1997. Dit leidde tot grote woede onder het Egyptische volk. Halverwege 1997 moest Bin Laden Jalalabad verlaten omdat de Noordelijke Alliantie de stad over dreigde te nemen. Hij vertrok naar een trainingskamp in het zuiden van Afghanistan. Zijn banden met de Taliban waren sterk, mede omdat enkele honderden van zijn strijders mee vochten bij de strijd om Mazar-e-Sharif.
Samen met Ayman al-Zawahiri kondigde Bin Laden in februari 1998 een fatwa af tegen de Verenigde Staten en hun bondgenoten. Volgens hen was het de taak van elke moslim wereldwijd om de al-Aqsamoskee en de heilige moskee in Mekka te bevrijden van hun juk. In augustus 1998 pleegde men aanslagen op de Amerikaanse ambassades in Tanzania en Kenia. Daardoor kwam Bin Laden voor het eerst onder de aandacht van het Amerikaanse publiek. De FBI plaatste hem en Al-Zawahiri op de lijst van Ten Most Wanted Fugitives. Een beloning tot 27 miljoen dollar werd uitgeloofd voor informatie die tot zijn aanhouding of veroordeling zou leiden.

### Aanslagen 11 september (2001)
Bin Laden werd, met name door de regering van de Verenigde Staten en andere westerse landen, verantwoordelijk gehouden voor de terroristische aanslagen op 11 september 2001 op het World Trade Center en het Pentagon in de Verenigde Staten, waarbij bijna 3000 mensen omkwamen. Bin Laden deed zelf uitspraken die wezen in de richting van zijn betrokkenheid of verantwoordelijkheid: in een videoboodschap pochte Bin Laden dat het resultaat van de aanslagen van 11 september 2001 zijn "optimistische" verwachtingen overtrof. Op 29 oktober 2004, vier dagen voor de presidentsverkiezingen in de Verenigde Staten, verscheen een videoboodschap van Bin Laden waarin hij nadrukkelijk de aanslagen opeiste.
In de Verenigde Staten werd lange tijd gesuggereerd dat de Iraakse dictator Saddam Hoessein diensten zou hebben verleend aan Osama bin Laden en diens Al Qaida. Deze Amerikaanse visie is onjuist gebleken.

### Vlucht en verdwijning (2001-2011)

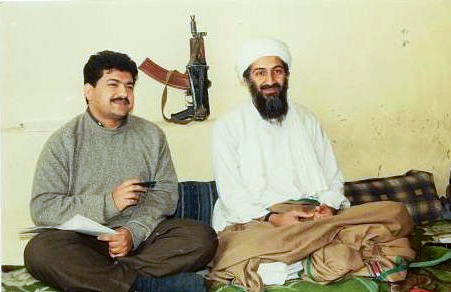
De Pakistaanse journalist Hamid Mir interviewt Bin Laden

In december 2001, kort na de gebeurtenissen op 11 september, konden Amerikaanse soldaten Bin Laden bijna oppakken. Hij ontsnapte naar Pakistan doordat er op dat moment te weinig Amerikaanse troepen gestationeerd waren in Tora Bora. De Taliban zouden na 11 september diverse malen de uitlevering van Bin Laden onder verschillende voorwaarden hebben aangeboden, waaronder een proces buiten de VS en het eerst moeten leveren van hard bewijs voor de schuld van Bin Laden. De Verenigde Staten wilden echter een onvoorwaardelijke uitlevering. Uiteindelijk weigerden de Taliban Bin Laden uit te leveren onder welke voorwaarden dan ook.
In september 2008 werd door de Amerikanen besloten de speurtocht naar Bin Laden en zijn vermoedelijke schuilplaats in de bergen van westelijk Pakistan te intensiveren, onder meer door de inzet van onbemande vliegtuigen, zogeheten Predator drones.
De Amerikaanse televisiezender CBS rapporteerde in februari 2007 dat Bin Laden volgens Pakistaanse bronnen op de dag voor de aanslagen, dus op 10 september 2001, in een ziekenhuis in Rawalpindi verbleef en dus gemakkelijk gearresteerd had kunnen worden.
In december 2009 verklaarde de Amerikaanse defensieminister Robert Gates dat de Verenigde Staten al jaren geen inlichtingen meer hadden ontvangen over de verblijfplaats van Bin Laden. Aangenomen werd dat hij zich ophield op verschillende plekken in Noord-Waziristan, in het grensgebied van Afghanistan en Pakistan.

### Dood (2011)
De leider van Al Qaida werd uiteindelijk gevonden via een koerier die namens hem contact hield met de buitenwereld.
Op 2 mei 2011 werd Bin Laden door Navy SEALs door het hoofd geschoten in een zwaarbeveiligd huis waar hij op dat moment verbleef. Dit gebeurde tijdens een actie die plaatsvond in de Pakistaanse stad Abbottabad. De codenaam voor de actie zou Operation Neptune Spear zijn geweest, met voor Bin Laden de codenaam Jackpot en Geronimo als het codewoord voor Bin Ladens uitschakeling door overgave of dood. Bin Laden kreeg diezelfde dag een zeemansgraf. Volgens de Amerikaanse regering was hiertoe besloten om te voorkomen dat zijn graf een bedevaartsplaats zou worden. De Amerikaanse regering besloot om geen foto's van het lichaam te publiceren. Deze foto's zouden te schokkend zijn.

## Testament
Bin Ladens testament is gepubliceerd door een in Koeweit gevestigde krant. Een Engelse vertaling is gepubliceerd door Michael Yon. De terroristenleider geeft aan dat hij niet wil dat zijn vrouwen ooit nog hertrouwen en ook niet dat zijn kinderen lid worden van terreurorganisaties. Verder hoopt hij dat zijn kinderen hem vergeven dat hij er zo weinig voor hen was.

## Familie
Formeel heeft de familie van Bin Laden sinds lange tijd alle banden met hem verbroken, maar kort voor 11 september was hij nog gefotografeerd op de bruiloft van een van zijn zonen in Afghanistan, waar volgens een journalist van Al Jazeera zijn stiefmoeder, twee broers en een zus aanwezig zouden zijn geweest.
Bin Laden verwekte bij vijf vrouwen in totaal 20 kinderen. De meeste zijn het niet eens met Osama's idealen en daden. Toch zijn er enkele kinderen die wel dezelfde gedachtegang hebben als Bin Laden en sommige bekleden zelfs hoge posities binnen Al Qaida. Van Abdallah en Omar werd door de CIA eerst vermoed dat ze neefjes waren van Bin Laden, maar later werd door andere familieleden bevestigd dat ze zonen van Bin Laden zijn.
1e echtgenote: Najwa Ghanem
- Abdallah bin Laden (1976) is een zakenman in Jeddah. Hij heeft nooit afstand gedaan van zijn vaders daden, maar hij is niet actief binnen of voor Al Qaida.
- Abdul Rahman bin Laden (1978)
- Saad bin Laden (1979 - 2009) was zeer actief binnen Al Qaida. Hij beschouwde Osama niet als zijn vader, maar als zijn profeet.[14] Volgens de CIA zou hij om het leven zijn gekomen door een aanval met een onbemande bommenwerper.
- Omar bin Laden (1981) is niet actief binnen Al Qaida, maar hij is wel continu bezig zijn vaders gedrag te verdedigen. Hij keurt publiekelijk sommige daden af, maar blijft beweren dat het de schuld is van de westerse landen dat zijn vader sommige acties heeft uitgevoerd.
- Osman bin Laden (1983)
- Mohammed bin Laden (1985)
- Fatima bin Laden (1987)
- Iman bin Laden (1990)
- Laden "Bakr" bin Laden (1993)
- Rukhaiya bin Laden (1997)
- Nour bin Laden (1999)

2e echtgenote: Khadijah Sharif
- Ali bin Laden (1986)
- Amer bin Laden (1990)
- Aisha bin Laden (1992)

3e echtgenote: Khairiah Sabar
- Hamza bin Laden (1989 - 2019) was de jongste zoon van Osama en was zeer actief binnen Al Qaida. Van jongs af aan maakte hij deel uit van het terroristennetwerk. Op videobeelden gemaakt op een bruiloft is de 10-jarige Hamza te zien gewapend met een AK-47. Hij zou zich ook opgehouden hebben in het huis waar zijn vader en halfbroer werden doodgeschoten, maar overleefde de inval. Enkele dagen later verscheen er een bericht van Hamza in kranten wereldwijd waarin hij wraak zwoer voor de dood van zijn vader.[15] Volgens rapporten van Amerikaanse inlichtingendiensten was de kans zeer groot dat hij in de toekomst de leiding van Al-Qaida op zich zou nemen. In 2019 is hij gedood in het grensgebied van Afghanistan en Pakistan.[16]

4e echtgenote: Siham Sabar
- Kadhija bin Laden (1988 - 2011)
- Khalid bin Laden (1989 - 2011) was zeer actief binnen Al Qaida en werd doodgeschoten tijdens de actie in Abbottabad waarbij ook zijn vader het leven liet.
- Miriam bin Laden (1990)
- Sumaiya bin Laden (1992)

5e echtgenote: Amal al-Sadah
- Safiyah bin Laden (2001) bevond zich in het huis waar Osama en haar oudere halfbroer Khalid de dood vonden. Naar verluidt zou ze gezien hebben hoe de Navy Seals haar vader doodschoten en haar moeder verwondden.

## Media
American Manhunt: Osama bin Laden is een driedelige serie uit 2025 over de opsporing van Osama bin Laden.